# Nosedive
«Nosedive» —en España: «Caída en picado» y en Hispanoamérica: «Caída en picada»— es el primer episodio de la tercera temporada de la serie de ciencia ficción distópica británica Black Mirror. Basada en una historia de Charlie Brooker, creador de la serie, el guion fue adaptado a la televisión por Rashida Jones y Michael Schur. Dirigido por Joe Wright se estrenó el 21 de octubre de 2016, junto a todos los episodios de esta tercera temporada, a través de la plataforma Netflix.
Lacie (Bryce Dallas Howard), una joven obsesionada por sus calificaciones, es elegida por una popular amiga de la infancia (Alice Eve) como dama de honor de su futura boda. Durante el viaje para asistir al enlace Lacie tiene un encontronazo con uno de los trabajadores encargados del servicio al cliente. Tras una agria discusión su calificación personal comienza a reducirse rápidamente.
Con un presupuesto mayor que el reservado a los episodios previos de la serie Nosedive se rodó en Sudáfrica con una estética que difiere del resto de episodios. El director de fotografía fue Seamus McGarvey y Joel Collins realizó el diseño de producción.
Nosedive ha recibido opiniones mayoritariamente positivas y se ha clasificado con frecuencia en la zona alta de las listas elaboradas sobre la serie por la crítica especializada. La estética, la vinculación de la trama con el mundo moderno y la banda sonora, compuesta por Max Richter, han recibido valoraciones positivas. El tono del episodio es menos oscuro que los episodios previos de Black Mirror y, en particular, el final es menos sombrío de lo habitual lo que ha generado división de opiniones en una parte de la crítica. Algunos críticos se percataron de la similitud de la trama con el episodio App Development and Condiments, de la serie de televisión estadounidense Community estrenado el 6 de marzo de 2014, y con la existencia de una aplicación real para teléfonos móviles llamada Peeple.

## Argumento
En un universo alternativo la sociedad se ha adaptado a la tecnología hasta tal punto que los implantes oculares y los dispositivos móviles son algo absolutamente cotidiano. Todo el mundo comparte sus actividades diarias y clasifica sus interacciones con el resto de las personas a través de una aplicación que, mediante el uso de una escala de una a cinco estrellas, registra las valoraciones y elabora un ranking público determinante en el estatus social, a tal punto que en esta sociedad ofender a la gente te puede llevar a la miseria, debido a las bajas puntuaciones que te pueden dar si consigues hacerlo.
Lacie Pound (Bryce Dallas Howard) vive con su hermano Ryan (James Norton). Con una calificación global de 4,2 Lacie busca elevar su calificación hasta 4.5 con el fin de obtener un descuento para adquirir un apartamento de lujo. Habla con un consultor que le sugiere que intente interactuar con personas que tengan valoraciones muy altas, ya que tienen un mayor impacto al asignar su puntuación. Lacie toma una fotografía de Mister Rags, un peluche con forma de caballo que ella y su amiga de la infancia (la cual maltrato a Lacie durante muchos años juntas) Naomi (Alice Eve) hicieron juntas. Naomi valora con una gran puntuación la foto y contacta con Lacie, ofreciéndole ser su dama de honor en su futura boda y, por tanto, deberá pronunciar un discurso en el enlace. Lacie acepta y su consultor confirma que de pronunciar un buen discurso ante los invitados  de Naomi, todos ellos con puntuación de 4,5 o superior, logrará elevar la suya. Plena de confianza en sí misma Lacie se compromete a adquirir el apartamento de lujo que tanto desea.
El día que va a tomar un vuelo para acudir a la boda Lacie discute con su hermano Ryan. Posteriormente tropieza con un transeúnte derramando el café que lleva en la mano. Los dos califican negativamente a Lacie dejando su calificación por debajo de 4,2. En el aeropuerto le informan que su vuelo fue cancelado y, con su calificación actual, no pueden reubicarla. Lacie provoca una escena, lo que obliga a intervenir al personal de seguridad, y se ve nuevamente penalizada al tener perder un punto total por un periodo de 24 horas además de doble daño si le dan una puntuación baja. Debido a su baja calificación Lacie solo logra alquilar un antiguo coche eléctrico, lo que le hace perder la cena previa de ensayo de Naomi. El automóvil se queda sin energía y no puede realizar una recarga por lo que se ve obligada a hacer autoestop. Conoce a Susan (Cherry Jones), una camionera con una calificación global de 1.4, que se ofrece a llevarla. Susan le explica a Lacie que ella solía preocuparse por su calificación, hasta que su esposo falleció al no recibir un tratamiento contra el cáncer por tener una calificación una décima de punto inferior al requerido. Después de esta experiencia, Susan se siente mucho más libre sin obsesionarse con las calificaciones.
Al día siguiente, mientras va en un autobús repleto de fanes que van a una convención de ciencia ficción de una serie de poca audiencia, Naomi conversa con Lacie y dada su puntuación actual le pide a que no vaya a la boda. Su nueva y severamente reducida calificación tendrá un impacto negativo en sus propias calificaciones. Enfurecida Lacie logra llegar al sitio donde se celebra la boda y logra colarse en la cena de la celebración. Ella agarra un micrófono y comienza a pronunciar el discurso que había escrito que comienza a volverse peligrosamente molesto e incómodo para los invitados. En un momento dado Lacie agarra un cuchillo y amenaza con decapitar a Mister Rags. En este punto los invitados han calificado a Lacie negativamente por lo que su valoración se ha reducido a cero. La seguridad viene y prende a Lacie encaminándola a la cárcel. A continuación se le extrae el implante de los ojos que sustenta el sistema de clasificación y la trasladan a una celda. Ella comienza a hablar con un hombre situado en una celda separada (Sope Dirisu), a quien también le han despojado del hardware de clasificación por razones similares, y ambos descubren lo libres que se sienten al poder hablar sin tener que preocuparse por las valoraciones y las clasificaciones.

## Recepción crítica
Natalia Marcos y Eneko Ruiz Jiménez, en el artículo Black Mirror: todos los episodios ordenados de peor a mejor, publicado en el diario El País, le otorgan la posición 10 de 19, y resumen: «Nosedive es en apariencia un episodio muy futurista, con mucha tecnología envuelta, pero su mensaje no podría ser más actual. El capítulo —que rezuma cierto toque buen rollista de los guionistas Mike Schur (Parks and Recreation, The Good Place) y Rashida Jones— da verdadero terror, pero no porque haya sustos o monstruos, sino porque nos reconocemos en él. Es muy presente. El director Joe Wright da, además, cierto aire cinematográfico a una propuesta en la que la adorable Bryce Dallas Howard —que nos encanta odiar— se siente como pez en el agua. Quizás, aun así, sea demasiado largo».
Pere Solá, en la crítica publicada en el diario La Vanguardia, indica: «Lacie quiere entrar en la élite social (esas puntuaciones tienen efectos mayores que el número de seguidores o cobrar para mostrar bolsos de marca), y encuentra la forma de escalar en la pirámide. Claro que hablamos de Black Mirror y, por supuesto, hay algunos giros. (...) La mayor novedad (...) es el concepto pensado por Charlie Brooker y después desarrollado por un equipo de excepción formado por Michael Schur, el creador de Parks and Recreation, y la que era una de sus actrices en Parks, Rashida Jones. En una era donde estamos obsesionados con las redes sociales, no es nada disparatado imaginar ese panorama. Posiblemente la elección de Wright como director es lo que permite que sea un capítulo sobresaliente. Es simplemente una delicia de ver mientras nos paseamos por un guión de desarrollo predecible pero que tiene suficientes anécdotas divertidas y gominolas visuales como para valorarlo positivamente, sobre todo porque tiene una última escena que pone el lacito».
Daniel de Partearroyo en el reportaje Black Mirror del peor al mejor episodio, publicado en la web Cinemanía del diario El Mundo, otorga al episodio la posición 7 de 13, destacando: «fábula fantástica, ambientada en un mundo color Instagram, con música de Max Richter, donde la valoración de cada persona en las redes sociales es la base de la vida pública y social, con Bryce Dallas Howard como perfecta protagonista en un descenso a los infiernos de la irrelevancia 2.0 que guarda muchos puntos en común con la obra de Stephen King. Joe Wright dirige el que podría ser el episodio más modélico de Black Mirror; algo no necesariamente bueno, sino que implica estar cortado por el patrón ya esperado por todos, donde se respeta al dedillo la fórmula que asumimos de la serie de Charlie Brooker: los males de Internet estallándote en la cara con retintín».
En una valoración de 4 sobre 5 estrellas, Jacob Stolworthy, en su crítica de The Independent, se refiere al episodio como «una delicia única, y una alegría para disfrutar en el plano visual», a la vez que alaba el trabajo sonoro de Max Richter, «por mezclar los sonidos diegéticos de la aplicación con la puntuación no diegética evocando la lucha de nuestra protagonista para separar la realidad y la ficción». Resume que el episodio «ofrece más de lo que se sospecha a primera vista».
Benjamin Lee, de The Guardian, otorga a este episodio de la tercera temporada junto con San Junipero, una calificación de 4 sobre 5 estrellas, y señala: Caída en picado «es el Black Mirror más tradicional, mostrando una historia sobre el lado siniestro del progreso tecnológico, pero tiene una frescura inusual». Lee destaca que «logra crear un mini universo creíble y estéticamente impresionante sin la necesidad de una exposición tediosa».
Suchandrika Chakrabarti, de Daily Mirror, también otorgó en su crítica del episodio una valoración 4 sobre 5, indicando que «es un mérito para los escritores saber transmitir el peligro que presiona la existencia (de Lacie)».

## Reparto
- Bryce Dallas Howard como Lacie Pound
- Alice Eve como Naomi Jayne Blestow
- Cherry Jones como Susan Taylor
- James Norton como Ryan Pound
- Alan Ritchson como Paul
- Daisy Haggard como Bets
- Susannah Fielding como Carol
- Michaela Coel como azafata
- Demetri Goritsas como Hansen
- Kadiff Kirwan como Chester
- Sope Dirisu como hombre de la cárcel
- Clayton Evertson como Ted
- Andrew Roux como asistente de la Electro Estación
- Anjana Vasan como agente del espacio
- Colin Moss como Anthony
- Nambitha Ben-Wazi como mujer glamourosa
- Jeffrey Davenport como taxista
- Ntokozo Majozi como Jack
- Justin Munitz como Keith
- Zandile Madliwa como chica alien
- Kevin Otto como Pastor
- Shane Zaza como Chuck
- Abubakar Salim como guarda del aeropuerto
- Nathan Ohene Djan como novio holograma
- Jennie Nielson como mujer del coche
- Deon Lotz como hombre del coche
- Daniel Newton como niño del quad
- Rebecca Newton como hermana del niño del quad
- Lewelyn Van Den Berg como corredor
- Blessing Mamuesa como hijo mujer glamorosa